# Сергіївка (Новотроїцька селищна громада)
Се́ргіївка (в минулому — Кульчі) — село в Україні, в Новотроїцькому районі Херсонської області. Населення становить 1042 осіб.

## Географія
Село розташоване на північному березі озера Сиваш. Площа: 86,917 км².

## Історична довідка
Перші історичні згадки про поселення припадають на період розквіту Кримського ханства. Тоді кочівні татари заснували тут аул Кільчі. Згодом царська влада почала заселяти Присивашшя, в основному, колишніми каторжниками. Пізніше до них приєднали козаки та люди, які шукали вільні землі.
У 1883 році місцеві жителі вирішили збудувати у поселенні церкву. Перший камінь храму заклали на день святого Сергія, звідси пішла і назва села — Сергіївка.
Першу школу збудували у 1914 році.
З 1932 по 1941 роки в Сергіївці функціонував колгосп «3-ій вирішальний».
14 вересня 1941 року село було окуповане німецькими військами. Звільнили населений пункт 1 листопада 1943 року.
24 лютого 2022 року село тимчасово окуповане російськими військами під час російсько-української війни.

## Сучасне життя
В селі функціонують: загальноосвітня школа, дитячий садок, будинок культури, бібліотека, фельдшерський пункт, поштове відділення.

## Населення

### Мова
Розподіл населення за рідною мовою за даними перепису 2001 року:
| Мова       | Відсоток |
| ---------- | -------- |
| українська | 95,78%   |
| російська  | 4,03%    |
| інші       | 0,19%    |

## Постаті
- Гултур Денис Анатолійович (1986—2015) — старший солдат Збройних сил України, учасник російсько-української війни 2014—2017.